# Хотакайнен, Кари
Ка́ри Хо́такайнен (фин. Kari Hotakainen; род. 9 января 1957, Пори, Финляндия) — финский писатель, поэт и прозаик; в декабре 2013 года награждён высшей наградой Финляндии для деятелей искусств — медалью «Pro Finlandia».

## Биография
Его отец, Кейо Хотакайнен, работал кладовщиком и фотографом, а мать, Меери Ала-Кууусисто, работала продавцом. Кари Хотакайнен сдал экзамены на аттестат зрелости в 1976 году и в том же году окончил среднюю школу Рауталампи. Он получил степень бакалавра искусств. 
Хотакайнен начал свою писательскую карьеру в начале 1980-х годов с написания стихов. Его дебютный сборник "Harmittavat takaiskut" ("Несчастные неудачи") был опубликован в 1982 году. От поэзии Хотакайнен перешел к написанию книг для детей и молодых взрослых, а затем к написанию романов для взрослых. До того как начать писать постоянно, Хотакайнен работал репортером новостей, в рекламном отделе WSOY и т.д. Прорыв Хотакайнена произошел, когда он был номинирован на премию Finlandia 1997 года за полуавтобиографическую работу под названием Klassikko ("Классика").    
Автор более двух десятков романов, поэтических сборников, книг для детей и юношества. Наиболее известное произведение — роман «Улица Окопная» (Juoksuhaudantie), написанный в 2002 году, который повествует о злоключениях современного финского мужчины, потерявшего семью и пытающегося вернуть её любой ценой. В 2002 году за эту книгу был удостоен литературной премии «Финляндия» и литературной премии Северного Совета в 2004. Эта книга Кари Хотакайнена была представлена в России в рамках проекта «Читающий Петербург».
В 2015 года был номинирован на премию Финляндия за роман «Отдушина» (Henkireikä).

## Избранные произведения
- Досадные неудачи / «Harmittavat takaiskut» (1982, стихи)
- Классика / «Klassikko» (1997, автобиографический роман)
- Бастер Китон, жизнь и творчество / Buster Keaton — Elämä ja teot (2001, роман)
- Улица Окопная / «Juoksuhaudantie» (2002, рус. пер. 2004; литературная премия премии «Финляндия», 2002, Литературная премия Северного Совета, 2004, экранизация, 2004)
- Красная волчанка /«Punahukka» (2005, пьеса), рус. пер. А. Сидоровой и А. Беликовой, «Иностранная литература», 2009, № 9[4]
- Сумасброд / «Huolimattomat» (2006, роман; номинация на премию «Финляндия»)
- Доля человеческая / «Ihmisen osa» (2009, Премия Рунеберга, французская премия журнала Courrier International за лучшую иностранную книгу)
- Отдушина / «Henkireikä» (2015, роман; номинация на премию «Финляндия»)